# Francesco Maselli
Francesco Maselli (Citto Maselli) (Roma, 9 de dezembro de 1930 – 21 de março de 2023) foi um diretor de cinema italiano.

## Biografia
Nascido em uma família oriunda da região de Molise, participou quando jovem da resistência italiana anti-fascista e, ainda moço, manifestou sua adesão ao comunismo. Interrompendo o estudo colegial, se inscreveu no centro experimental de cinematografia, diplomando-se em 1949. Iniciou a carreira como diretor-assistente e diretor de cinema para Luigi Chiarini e Michelangelo Antonioni em diversos filmes e documentários.
Depois de seu trabalho no documentário Bagnaia paese italiano de 1949, em 1953 colaborou com Luchino Visconti no episódio de Siamo donne, interpretado por Anna Magnani, e no mesmo ano dirige com Cesare Zavattini Storia di Caterina, episódio do filme L'amore in città. Foi descoberto pelo público em 1955 com o longa-metragem Gli sbandati, filme sobre a Segunda Guerra Mundial interpretado, entre outros, por Lucia Bosè.
O cinema de Maselli trata de personagens e problemas sociais sob uma visão neorrealista, abordando os temas sempre com empenho ideológico, político e moral.
Em 1957 realizou La donna del giorno, criticando o mundo da publicidade e da imprensa "rosa". Um de seus maiores sucessos foi o filme I delfini (1960, com Claudia Cardinale), um retrato psicológico e social de um grupo de jovens da burguesia provinciana.
Depois de Le adolescenti e l'amore, episódio do filme Le italiane e l'amore, em 1964 levou à grande tela Gli indifferenti, adaptado do romance homônimo de Alberto Moravia, realizando um impactante retrato psicológico de uma família em decadência.
Em Lettera aperta a un giornale della sera, de 1970 (em parte autobiográfico), narra a história de um grupo de intelectuais de esquerda que, cansados da rotina cotidiana, decidem fundar uma brigada internacional de combatentes para participar da guerra do Vietnã ao lado de Ho Chi Minh. Após anunciarem suas intenções em uma carta aberta, contra suas expectativas esta é publicada em um jornal, colocando-os na obrigação de verdadeiramente participar do conflito.
Nos anos oitenta se dedicou a filmes mais intimistas, na maior parte contando histórias de mulheres: Storia d'amore (1985), Codice privato (1988), Il segreto (1990), L'alba (1991).
Em 1996, apresentou ao Festival de Veneza Cronache del terzo millennio, filme sobre a resistência de um grupo de moradores ao despejo de um casario.
Em 2007, dirigiu Civico 0 e, em 2009, Le ombre rosse.
Maselli morreu em 21 de março de 2023, aos 92 anos.

## Filmografia
- Tibet proibito (1949)
- Bagnaia, villaggio italiano (1949)
- Finestre (1950)
- Zona pericolosa (1951)
- Stracciaroli (1951)
- Sport minore (1951)
- Bambini (1951)
- Ombrelli (1952)
- Uno spettacolo di pupi (1953)
- I fiori (1953)
- Festa dei morti in Sicilia (1953)
- Città che dorme (1953)
- L'amore in città (1953) (episódio "Storia di Caterina")
- Cantamaggio a Cervarezza (1954)
- Gli sbandati  (1955)
- La donna del giorno (1956)
- Bambini al cinema (1956)
- Adolescenza (1959)
- La suola romana (1960)
- I delfini (1960)
- Le italiane e l'amore (1961) (episódio "Le adolescenti e l'amore")
- Gli indifferenti (1964)
- Fai in fretta ad uccidermi... ho freddo! (1967)
- Ruba al prossimo tuo (1969)
- Lettera aperta a un giornale della sera (1970)
- Il sospetto (1975)
- Tre operai (1980) (TV)
- L'addio a Enrico Berlinguer (1984) (documentário colectivo)
- Storia d'amore (1986)
- Codice privato (1988)
- L'alba (1990)
- Il segreto (1990)
- Intolerance (1996) (episódio "Pietas")
- Cronache del terzo millennio (1996)
- Il compagno (1999) (TV)
- Un altro mondo è possibile (2001) (documentário colectivo)
- Lettere dalla Palestina (2002)
- Firenze, il nostro domani (2003)
- Frammenti di Novecento (2005)
- Civico zero (2007)
- Le ombre rosse (2009)